# Léocharès

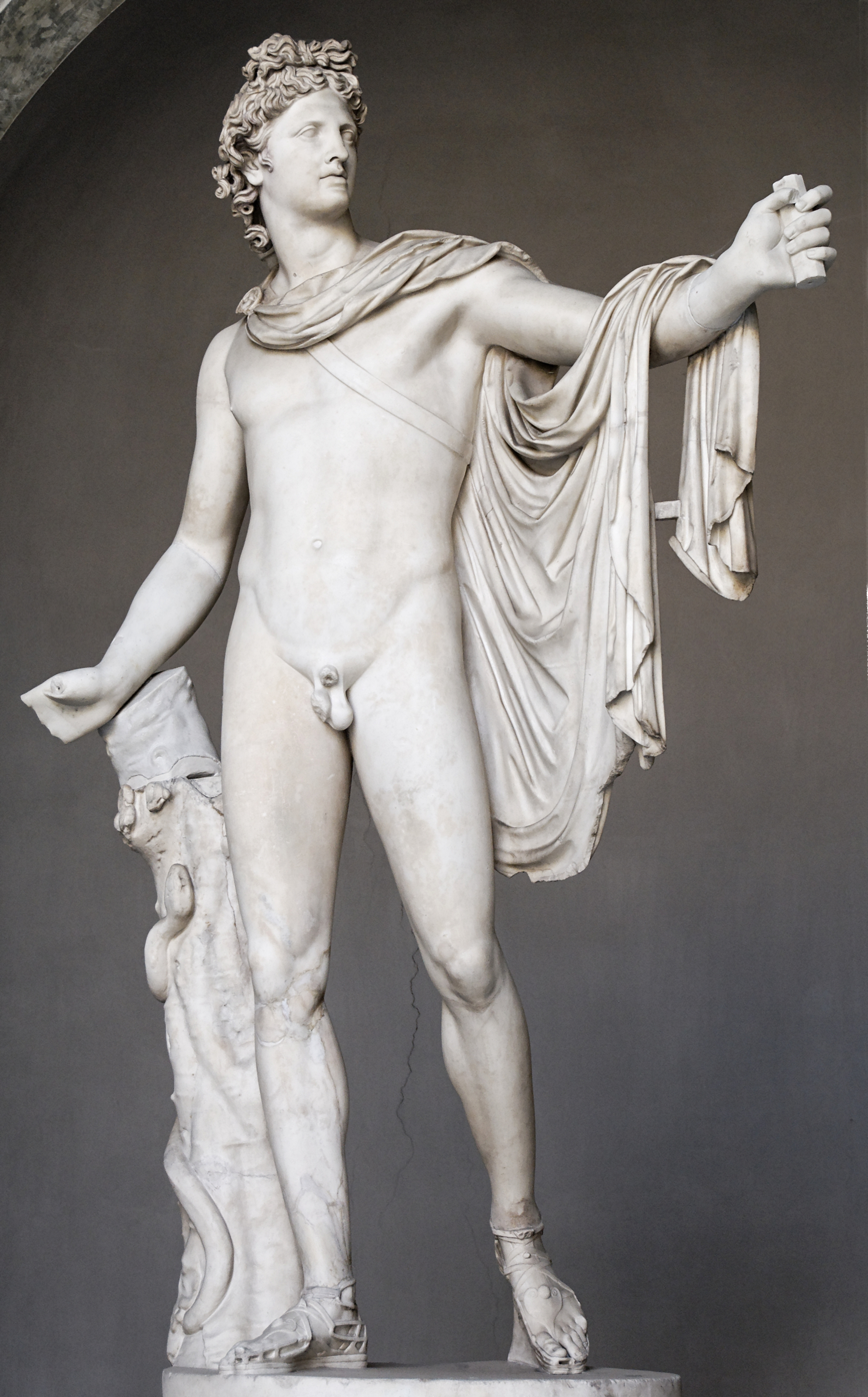
Apollon du Belvédère, généralement attribué à Léocharès, musée Pio-Clementino, Vatican.

Léocharès (en grec ancien : Λεωχάρης / Leôkhárês) est un sculpteur grec du second classicisme, en activité des années 360 aux années 320 av. J.-C.
On sait que ses statues étaient en bronze, et qu'il a travaillé surtout à Athènes, où ont été trouvées plusieurs bases signées de son nom. Parmi les œuvres qui lui sont fréquemment attribuées, on peut citer :
- l'Apollon du Belvédère, au musée Pio-Clementino (Vatican) ;
- original de la Diane de Versailles (voir sur l'article Artémis) ;
- original du Zeus tonnant des musées capitolins ;
- le groupe de l'Aigle de Zeus enlevant Ganymède ;
- les statues chryséléphantines du Philippeion d'Olympie ;
- le groupe de la chasse au lion de Delphes, en collaboration avec Lysippe.

On sait également qu'il a travaillé, à l'invitation d'Artémise II, avec Scopas, Timothéos et Bryaxis au mausolée d'Halicarnasse vers 350 av. J.-C.